# Almafuerte (banda)
Almafuerte fue una banda argentina de heavy metal y hard rock, fundada el 29 de enero de 1995 en San Justo, (provincia de Buenos Aires) por Ricardo Iorio tras la disolución de Hermética. Toma su nombre del escritor y poeta argentino Pedro Bonifacio Palacios, quien publicaba con el seudónimo "Almafuerte".
A principios de 1995 Iorio decide establecerse como cantante fijo y bajista. Convoca al guitarrista Claudio Marciello y al baterista Claudio Cardaci. Pocos meses más tarde publican su álbum debut, Mundo guanaco y al año siguiente su sucesor, Del entorno, que marcó la salida de Cardaci de la banda. Es reemplazado por Rodolfo Márquez, un año más tarde es reemplazado por Walter Martínez, con quien la banda publica los álbumes Almafuerte en 1998 y A fondo blanco en 1999. Martínez abandona la banda y es reemplazado por Bin Valencia, baterista que integra la banda hasta el final del grupo. Luego de publicar en 2001 Piedra libre, publican Ultimando en 2003, en el cual Iorio renuncia al bajo para ser solamente el cantante, e ingresa a la banda el bajista Beto Ceriotti. En 2006 la banda publica uno de sus álbumes más exitosos, Toro y pampa. En 2012 publican su último álbum, Trillando la fina.
Almafuerte ha publicado 8 álbumes de estudio y ha dado gran cantidad de conciertos, por ejemplo, en el Estadio Obras Sanitarias, el Microestadio Malvinas Argentinas, y el Estadio Islas Malvinas, cancha de All Boys entre otros. Los álbumes de la banda han sabido gozar de prestigio y reconocimiento, principalmente en listas que ensalzan producciones musicales del género metal y más allá de este: Tanto A fondo blanco como el álbum homónimo de 1998 son parte del listado de discos destacados por la revista Rolling Stone al cumplirse cuarenta años del surgimiento del metal argentino, en los puestos 5 y 21 respectivamente. También el poeta y ensayista argentino Mariano Torrent ha reconocido una producción de la banda, en este caso el célebre Toro y pampa, en su lista de los mejores álbumes de la música en español.
En el año 2016 se anuncia que la banda no dará más conciertos hasta nuevo aviso, y en 2017 —seis años antes de fallecer inesperadamente— Iorio confirmó la separación del grupo.

## Historia
Poco tiempo después de la disolución de Hermética, ocurrida en diciembre de 1994, Ricardo Iorio comienza a ensayar junto al guitarrista Claudio Marciello y el baterista de El Reloj Juan Esposito como invitado para los primeros ensayos en lo que encontraban un baterista estable. Finalmente eligió al baterista, Claudio Cardaci. Un par de meses más tarde, el 17 de marzo, se produce el debut de Almafuerte en vivo en el teatro Arpegios. Al poco tiempo publican su álbum debut, Mundo guanaco.

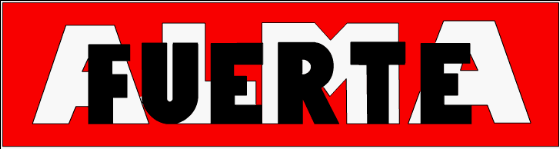
Primer logo de Almafuerte de 1995

En la banda, Iorio debuta como cantante de forma estable, ya que en Hermética cantaba muy pocas canciones y fragmentos. Mundo guanaco incluye dos versiones de canciones populares argentinas: «Desencuentro» (Tango de Aníbal Troilo y Cátulo Castillo) y «De los pagos del tiempo» (de José Larralde). «Como los bueyes» lleva por letra un escrito de Pedro Bonifacio Palacios. «Zamba de resurrección» es la segunda ocasión en que Iorio interpreta música popular como tal en su carrera. Además, aparece la canción «Voy a enloquecer», compuesta por Iorio y Ricardo Chofa Moreno en V8 y desvirtuada años más tarde por sus compañeros de grupo, al grabarla como «No enloqueceré», y con una letra completamente opuesta debido a la tendencia evangelista de varios de los integrantes del grupo. «El pibe tigre» fue el primer videoclip de toda la carrera discográfica de Iorio. al poco tiempo de editado el disco, el grupo telonea a Ozzy Osbourne en el estadio Obras Sanitarias
En 1996 editan su segundo álbum titulado Del entorno, producido por Flavio Cianciarulo, bajista de Los Fabulosos Cadillacs con quien Iorio grabará un álbum al año siguiente. La banda se organiza mejor, Iorio escribe las letras y Marciello la música. Este año presentan el álbum en Buenos Aires, y luego salen de gira por el interior del país. Rodolfo Márquez Grabaria el total del disco hasta que al final de la grabación es reemplezado por  Walter Martínez
Ricardo Iorio edita en 1997 Peso argento, el álbum junto a Flavio Cianciarulo, nombrado anteriormente. A finales de este año sale a la venta el primer álbum en vivo de Almafuerte, En vida, que incluye dos canciones de estudio nuevas.
A mediados de 1998, la banda publica el álbum homónimo Almafuerte, producido por Ricardo Mollo. Este álbum marcó la llegada de la banda a una compañía discográfica multinacional: PolyGram (usando la etiqueta Interdisc), la cual al año siguiente es comprada por Universal.
El 2 de abril de 1999 se estrena la película El visitante, Ricardo Iorio recibe un llamado del productor preguntándole si podía componer música para la banda sonora, para la cual Almafuerte aporta un tema nuevo. La película trataba sobre la vida de un excombatiente de la guerra de las Malvinas. Esta canción, llamada igual que la película, fue incluida en el siguiente álbum de estudio de la banda, A fondo blanco. en mayo del 99, la banda toca junto a Metallica en el estadio River Plate ante 40.000 personas.
Durante el año 2000 llenaron Obras dos veces. A partir de septiembre de este año Walter abandona la banda y es sustituido por Adrian "Bin" Valencia, dando su primer concierto con la banda el 9 de septiembre en el Club Bomberitos de Ramos Mejía
Durante el año 2000 unas declaraciones de Iorio en la revista Rolling Stone referidas a la comunidad judía, fueron consideradas antisemitas por diversos sectores y motivaron que algunos particulares formularan denuncias ante el Instituto Nacional contra la Discriminación, la Xenofobia y el Racismo lo cual motivó que Víctor Ramos, entonces presidente del Instituto, presentara una demanda judicial en su contra. En entrevistas posteriores, declaró no ser antisemita y que sus palabras habrían sido malinterpretadas. La causa fue finalmente desestimada por la Justicia.
También este año tuvo que afrontar algunos escándalos más tras la edición del álbum Piedra libre, donde realiza un homenaje al exmilitar argentino Mohamed Alí Seineldín, veterano de la guerra de Malvinas y condenado por un alzamiento carapintada frustrado— y parafrasea en el tema Cumpliendo mi destino un dicho antisemita atribuido a dicho exmilitar.
Poco después tiene lugar la muerte de Ana Mourín, esposa de Iorio. Claudio Marciello graba su primer disco solista, y el 3 de noviembre Almafuerte graba su segundo álbum en directo, En Vivo Obras 2001. A la finalización de ese recital se hizo un "popurrí" de canciones de V8 y Hermética.
En 2003 llegó el décimo disco de la banda, el octavo de estudio, Ultimando, donde Iorio deja su lugar en el bajo, por unos problemas de tendinitis que lo tenían a mal traer y dejarlo le permitía concentrarse más en el canto, pasando este a manos del bajista Beto Ceriotti.
Durante el año 2004, hubo numerosos rumores sobre una posible reunión de Hermética, pero al final nada de eso tuvo lugar.
Almafuerte cumplió 10 años al principio del 2005 donde saco su tercer álbum en directo, 10 años, los acontecimientos debidos al incendio de República Cromagnón no les permitieron encontrar con facilidad un lugar donde poder presentarse, ya que como medida provisoria del gobierno se los cerró a todos por un tiempo. Finalmente, debieron presentarse en Scombrorock. Más tarde ese año llenaron el Estadio Obras Sanitarias, haciendo 2 fechas en lugar de una.
En octubre de ese año participaron de un gran festival en Obras junto a Megadeth, los cuales grababan un DVD en vivo.
Durante el año 2006 se edita el noveno álbum de estudio de la banda: Toro y pampa. En once canciones reafirmaron el mensaje de siempre: la dupla Iorio-Marciello, acompañados por Beto Ceriotti y Bin Valencia, en bajo y batería respectivamente, mantuvo su contundencia del heavy metal argentino.
A mediados de 2009 publicaron En vivo Obras, un CD+DVD con lo mejor del show del 10 de mayo de 2008 realizado en el estadio porteño. ese mismo año comparten escenario junto a Motorhead en el estadio Malvinas Argentinas
Desde 2012 hasta su separación Almafuerte estuvo de gira presentando su octavo disco de estudio, Trillando la fina que consta de once canciones. La banda ha ido promocionando su nuevo álbum a lo largo del país.
En ese mismo año, el 29 de diciembre en la habitual despedida de fin de año que realiza Almafuerte, se grabó un DVD en el Microestadio Malvinas Argentinas.
En junio de 2013 hacen historia, al ser la primera banda del metal argentino en llenar un estadio de fútbol desde Rata Blanca en Vélez (1991). Sucedió en el Estadio Islas Malvinas (All Boys) el 22 de junio, frente a 20.000 personas. Se incluyó la grabación de otro DVD. Este concierto contó con varias particularidades, como lo fue una fugaz vuelta al bajo por parte de Iorio tocando «Desde el oeste», y la ejecución después de mucho tiempo del Popurrí de canciones de V8 y Hermética. El líder de Almafuerte le dio la voz a los temas de Hermética, y luego se retiró momentáneamente del escenario para que Alberto Zamarbide cante las canciones de V8.
En mayo de 2016 Iorio anuncia que Almafuerte no tocaría más por el resto del año.
Finalmente, el 26 de octubre de 2017, en diálogo con el conductor Facundo Covarrubias, por radio "963 FM", Ricardo Iorio confirmó la separación de Almafuerte y sus planes de dedicarse a su carrera como solista.

## Estilo musical, influencias y letras
La banda toca estilos como heavy metal, speed metal, hard rock, tango y folklore y en sus letras tocan temas como la amistad, problemáticas sociales, tradiciones argentinas y el nacionalismo. Ricardo Iorio se ha declarado abiertamente peronista ortodoxo.
Las influencias de la banda son bandas como Black Sabbath, Motorhead, El Reloj, Pappo's Blues, Vox Dei, Aeroblues, Billy Bond y la Pesada, Manal, Pescado Rabioso, Color Humano y cantautores argentinos de tango y folclore como Enrique Santos Discépolo, José Larralde o Rubén Patagonia.
El guitarrista Claudio Tano Marciello cita como influencias a Paco de Lucía, Steve Howe, Al Di Meola, Gary Moore, Eddie Van Halen y Luis Salinas.

## Miembros

### Última formación
- Ricardo Iorio – voz (1995-2016), bajo (1995-2001) (fallecido en 2023)
- Claudio "Tano" Marciello – guitarra (1995-2016)
- Adrian "Bin" Valencia – batería (2000-2016) (fallecido en 2022)
- Carlos Roberto "Beto" Ceriotti – bajo (2002-2016)

### Miembros anteriores
- Juan Espósito – batería (1995) (fallecido en 2016)
- Claudio Cardaci – batería (1995-1996)
- Rodolfo Márquez – batería (1996-1997)
- Walter Martínez – batería (1997-2000)
- Guillermo Araya – bajo (2001)

## Discografía
Álbumes de estudio
- 1995 - Mundo guanaco
- 1996 - Del entorno
- 1998 - Almafuerte
- 1999 - A fondo blanco
- 2001 - Piedra libre
- 2003 - Ultimando
- 2006 - Toro y pampa
- 2012 - Trillando la fina

## Giras musicales
- 1995-1996: Gira Mundo Guanaco
- 1996-1997: Tour Del Entorno
- 1998-1999: Tour Almafuerte
- 1999-2001: Gira A Fondo Blanco
- 2001-2002: Tour Piedra Libre
- 2003-2006: Ultimando Tour
- 2006-2012: Gira Toro y Pampa
- 2012-2014: Trillando la Fina Tour
- 2014-2016: Almafuerte: La Despedida

## Videografía
- 1995 - El pibe tigre
- 1996 - Amistades de tierra adentro
- 1996 - Hacia el Abismo
- 1999 - Convide rutero
- 1999 - A vos amigo
- 1999 - El visitante
- 2006 - Donde esta mi corazón